# Baphia
Baphia är ett släkte av ärtväxter. Baphia ingår i familjen ärtväxter.

## Bildgalleri

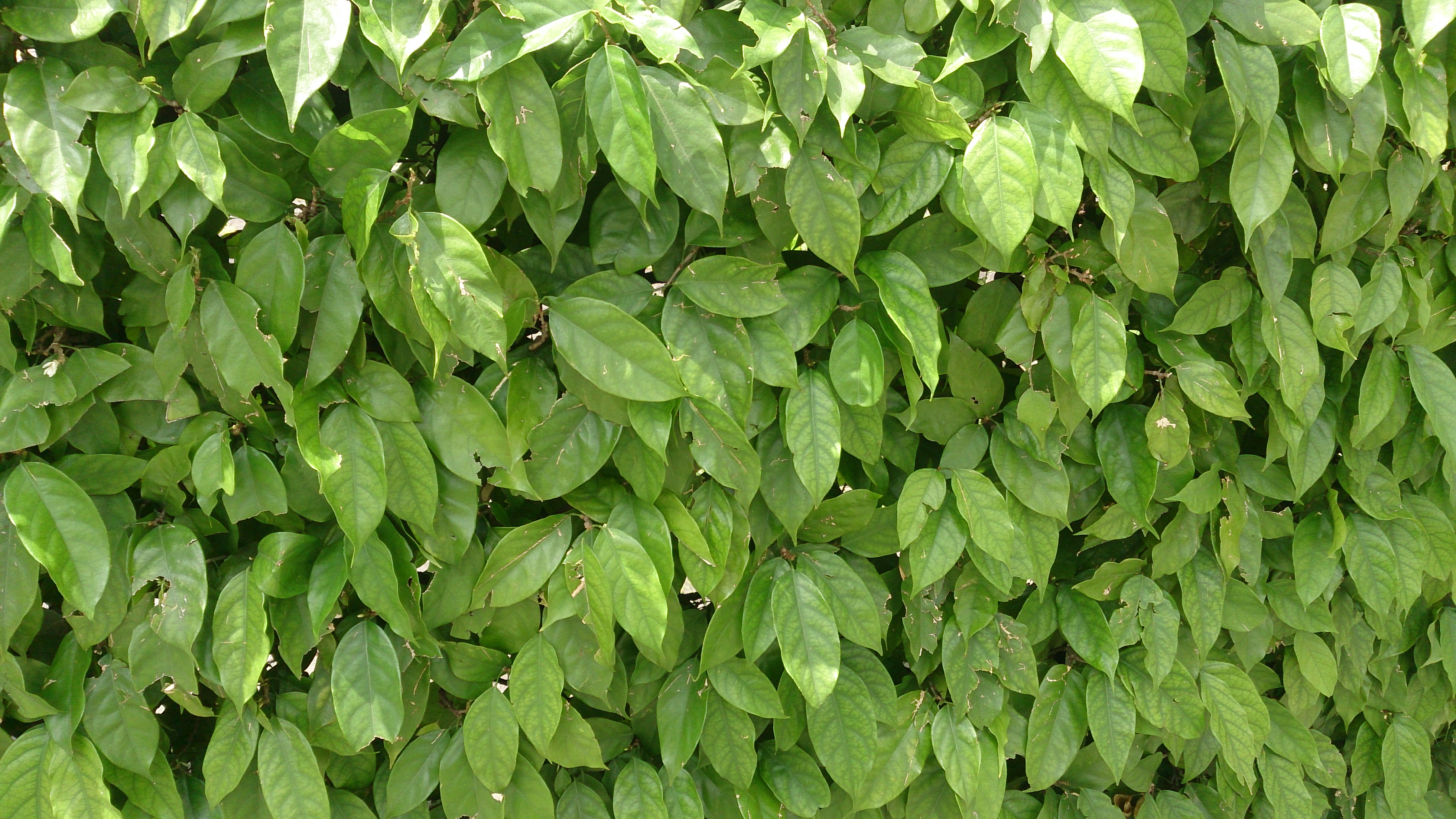
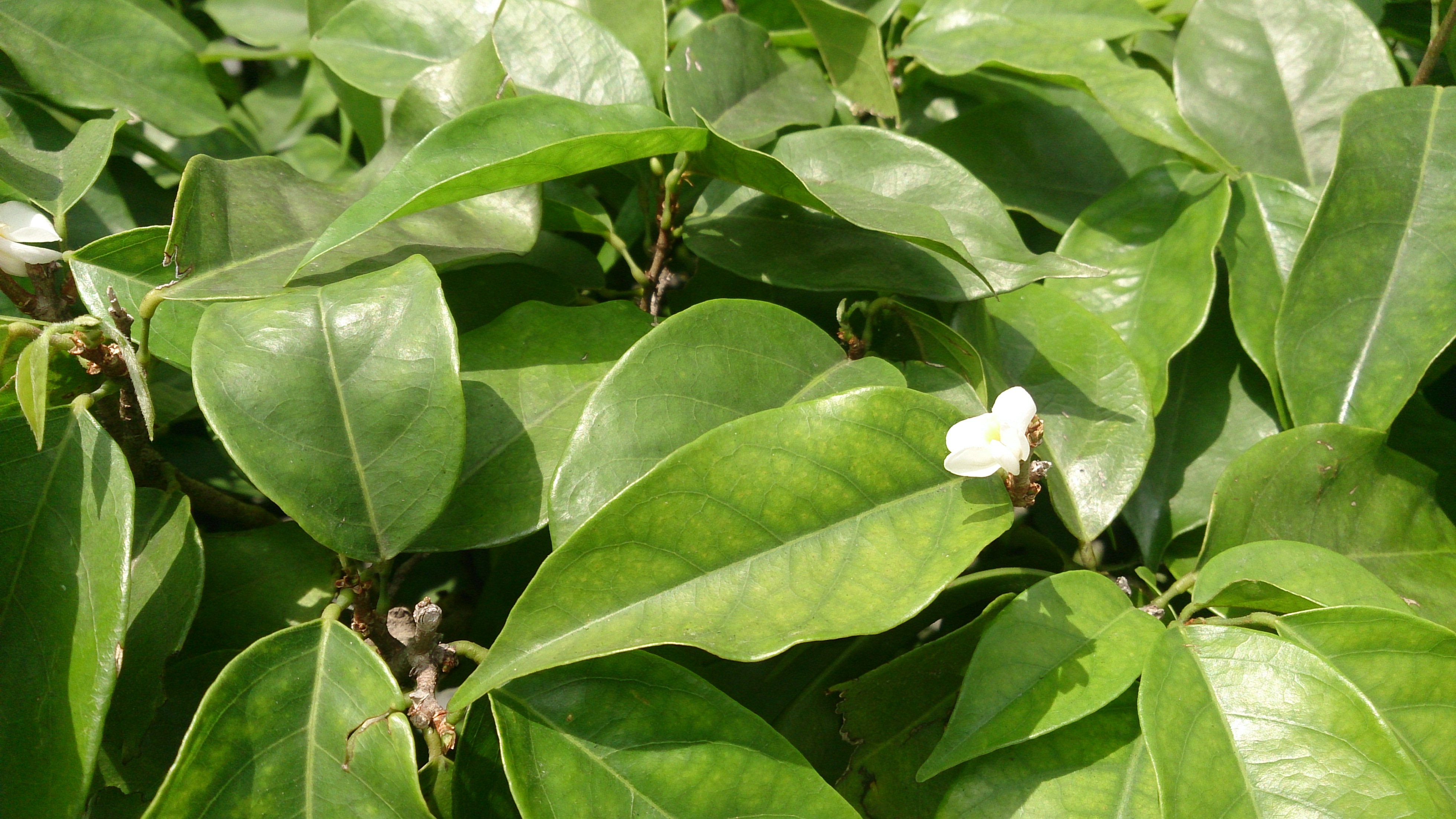
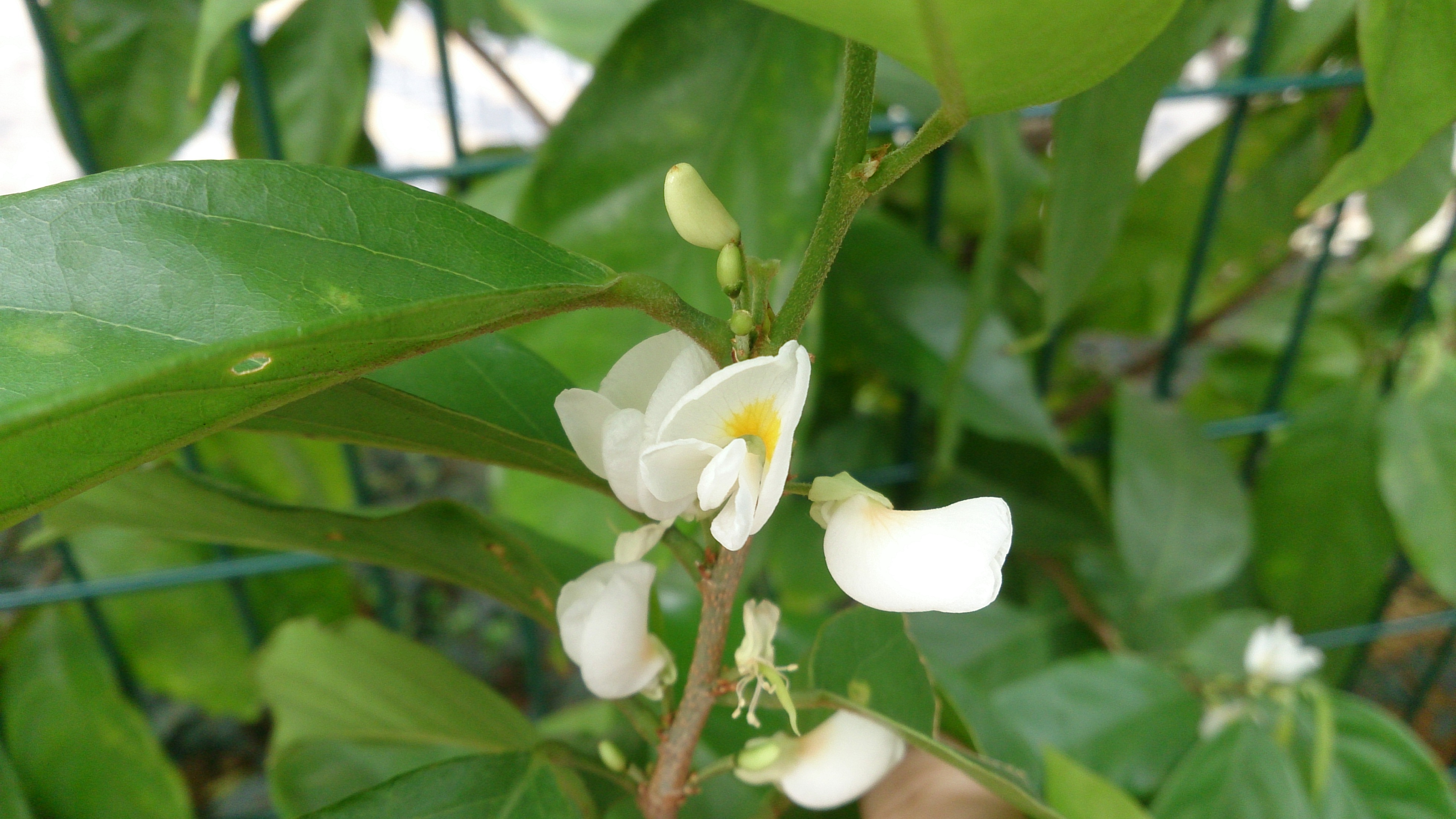
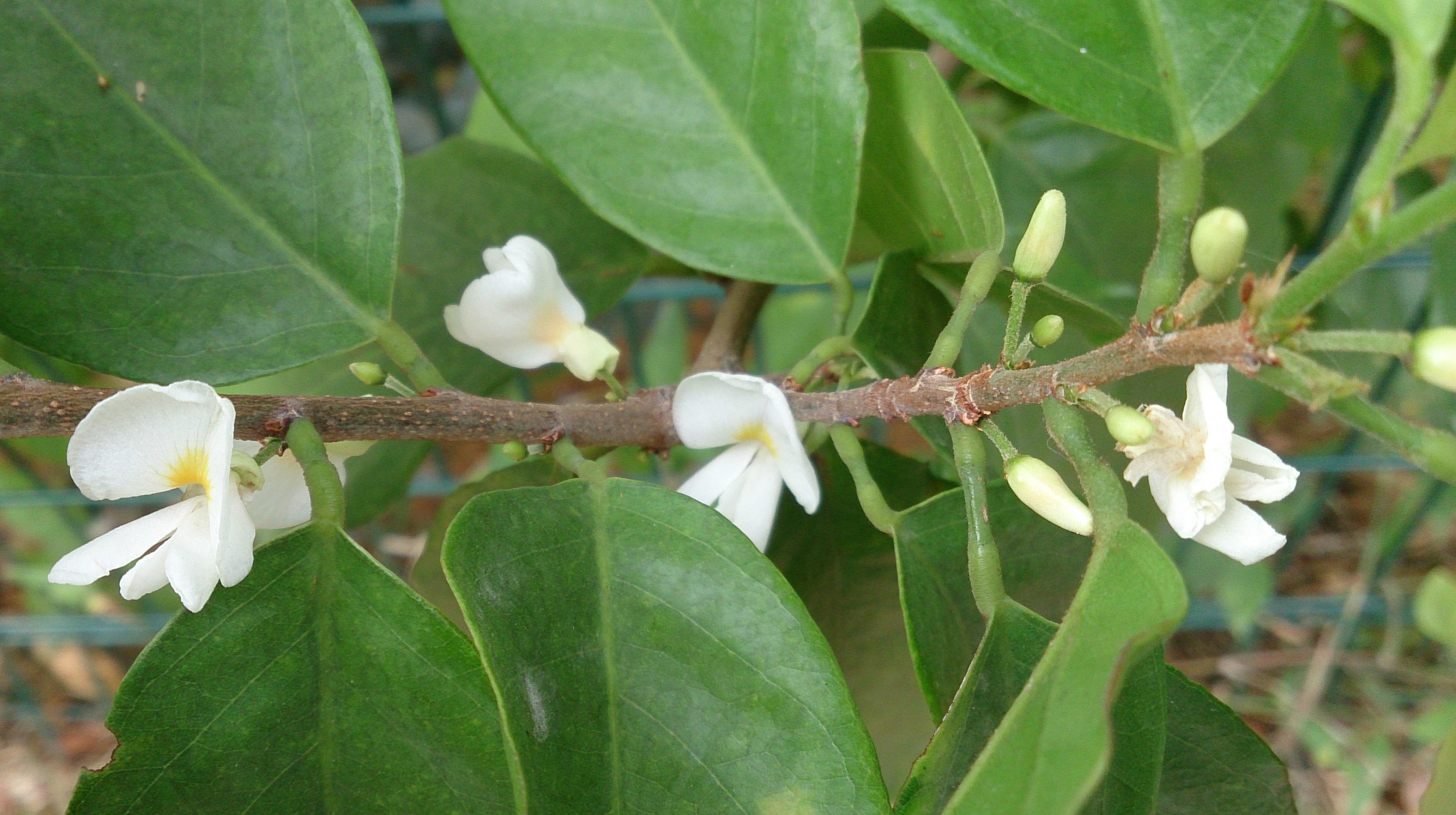
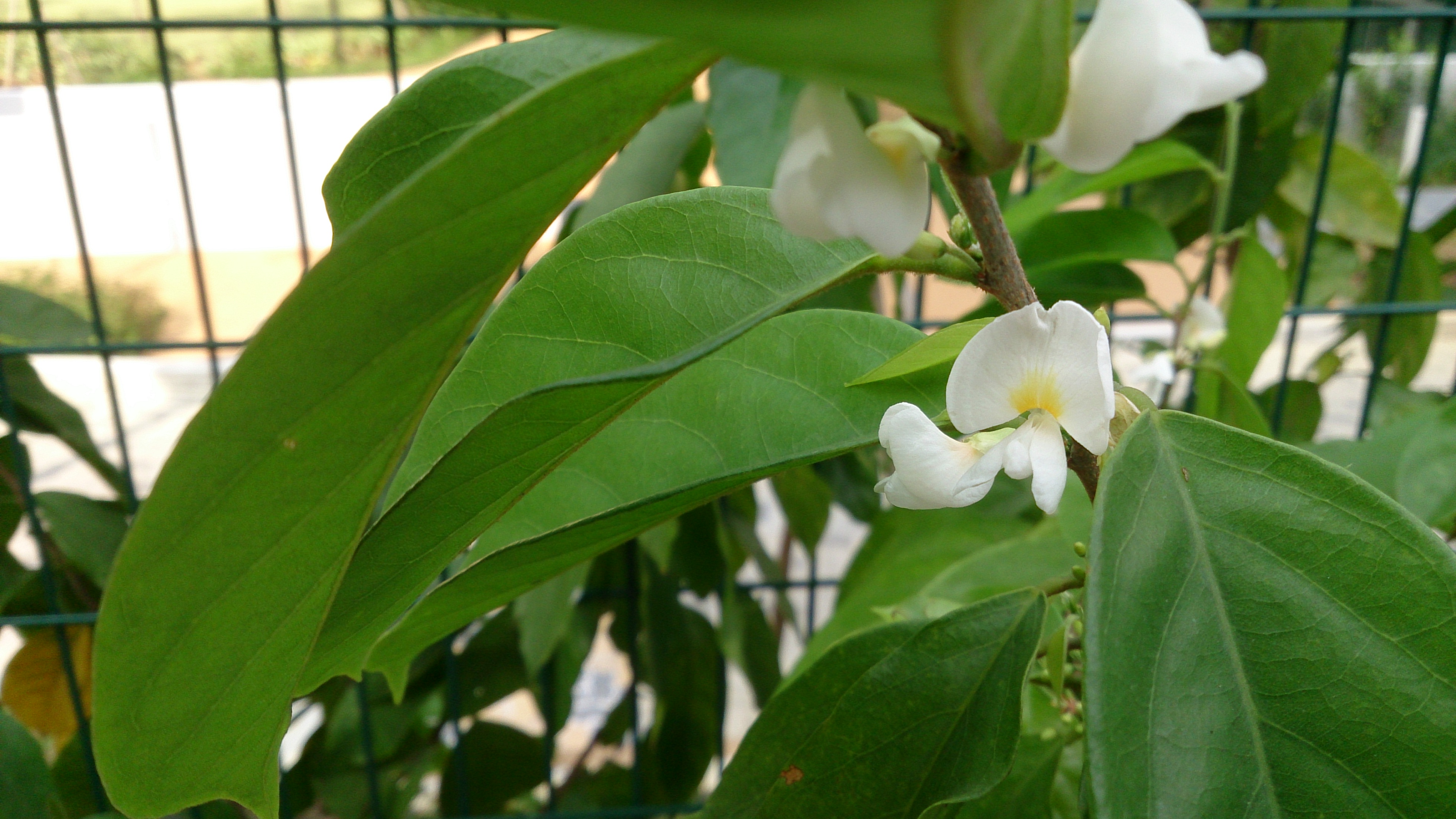
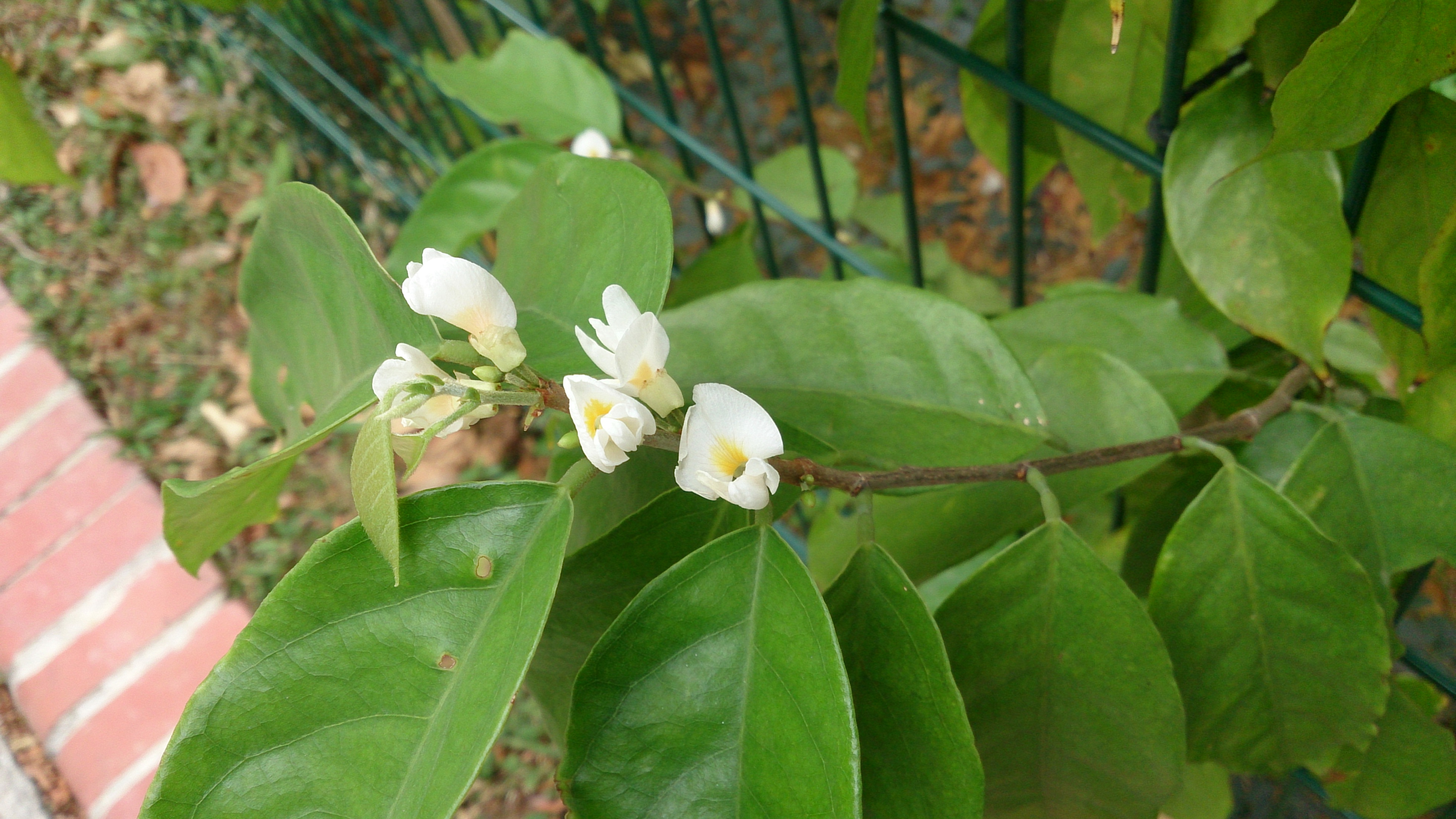

## Dottertaxa tillBaphia, i alfabetisk ordning[1]
- Baphia abyssinica
- Baphia angolensis
- Baphia aurivellera
- Baphia bequaertii
- Baphia bergeri
- Baphia brachybotrys
- Baphia breteleriana
- Baphia buettneri
- Baphia burttii
- Baphia capparidifolia
- Baphia chrysophylla
- Baphia cordifolia
- Baphia cuspidata
- Baphia dewevrei
- Baphia dewildeana
- Baphia dubia
- Baphia eriocalyx
- Baphia gossweileri
- Baphia heudelotiana
- Baphia incerta
- Baphia kirkii
- Baphia latiloi
- Baphia laurentii
- Baphia laurifolia
- Baphia leptobotrys
- Baphia leptostemma
- Baphia letestui
- Baphia longipedicellata
- Baphia macrocalyx
- Baphia madagascariensis
- Baphia mambillensis
- Baphia marceliana
- Baphia massaiensis
- Baphia maxima
- Baphia nitida
- Baphia obanensis
- Baphia pauloi
- Baphia pilosa
- Baphia pubescens
- Baphia puguensis
- Baphia punctulata
- Baphia racemosa
- Baphia semseiana
- Baphia spathacea
- Baphia speciosa
- Baphia wollastonii